# Skalní obydlí Brhlovce

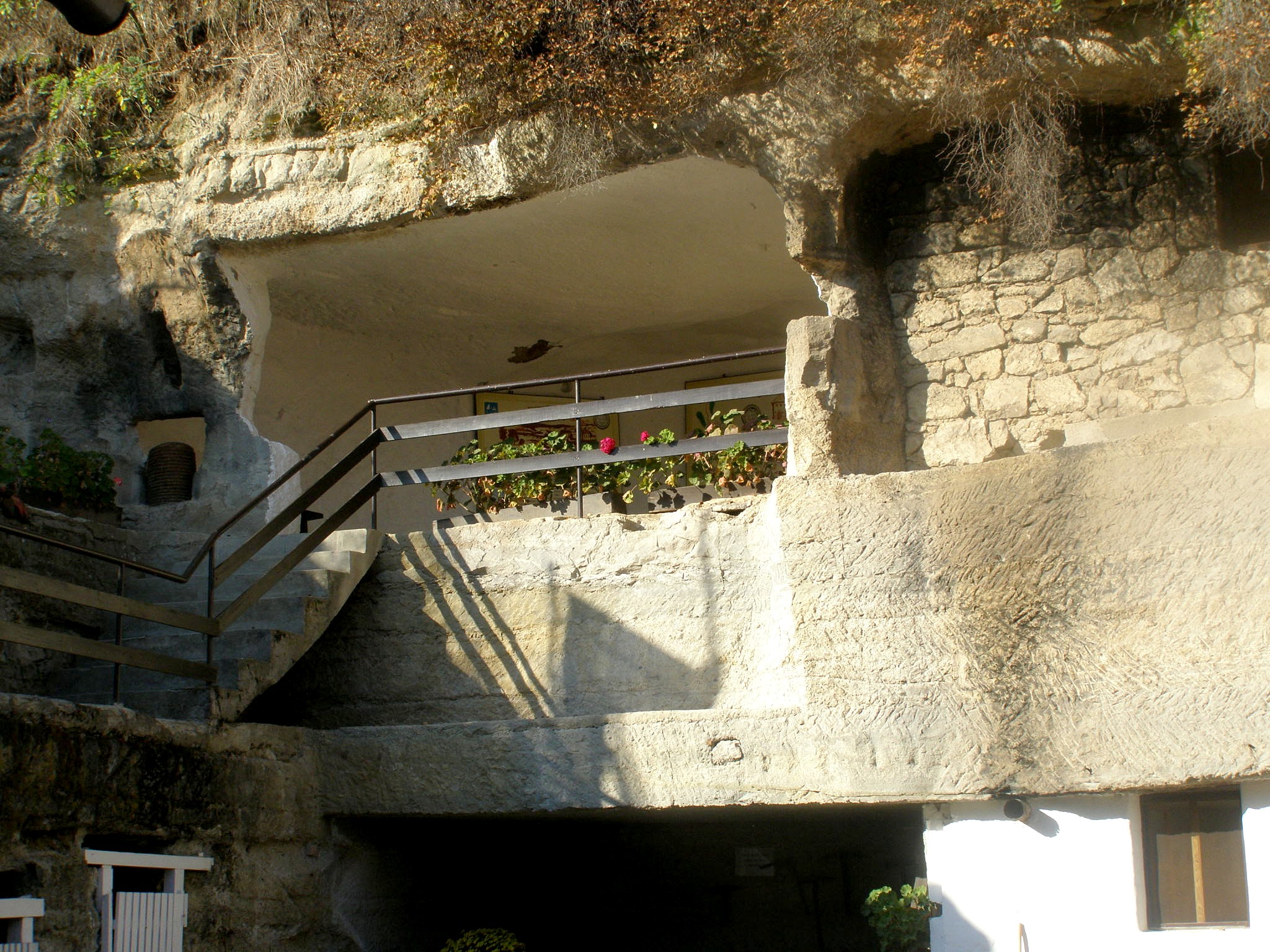
Skalní obydlí

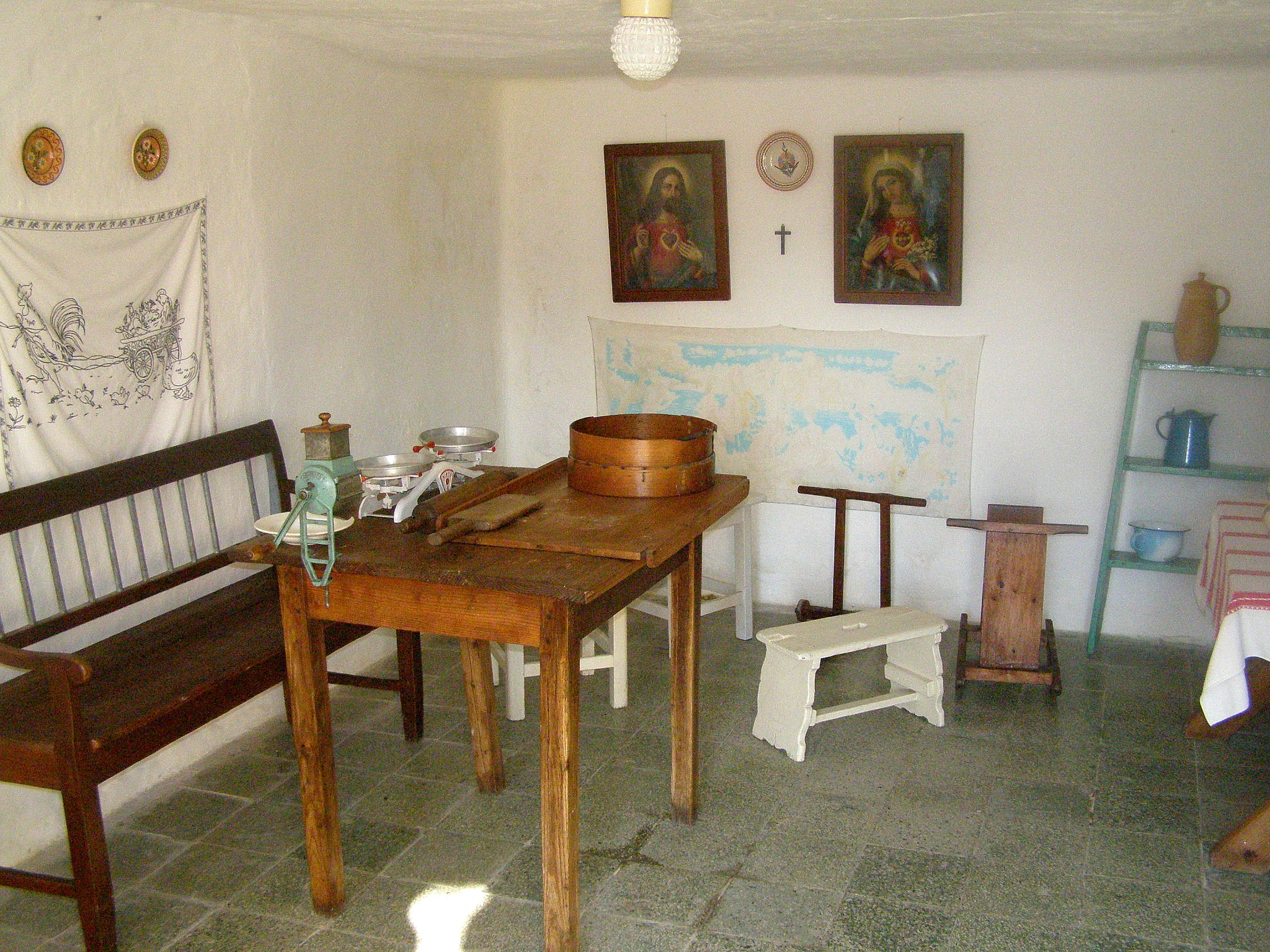
Uvnitř obydlí

Skalní obydlí Brhlovce je expozice Tekovského muzea, nacházející se v obci Brhlovce v okrese Levice v Nitranském kraji na Slovensku.

## Historie
Skalní obydlí patří k významným pozůstatkům lidové architektury v oblasti Tekova a jsou jedním z 11 rezervací lidové architektury na Slovensku. Údajně byly vybudovány k ochraně obyvatelstva před nájezdy Turků v 16. a 17. století. Poprvé jsou připomínány Matejem Belem v roce 1742. Protože se zde nachází dobře zpracovatelný usazený sopečný prach a popel (tufit a tuf), naskytla se místním občanům možnost jeho využití. Kámen zde nesloužil pouze k vybudování obytných a hospodářských prostor, ale také k obživě obyvatel. V 19. století patřilo kamenictví k nejdůležitějším pracím místních lidí. Ti se techniku těžby a opracování učili u italských stavitelů místního zámečku. V roce 1983 byla obydlí usnesením slovenské vlády č. 272 prohlášena za památkovou rezervaci lidové architektury a správou pověřeno Tekovské muzeum v Levicích. To zde roku 1992 zřídilo muzejní expozici. Cílem byla dokumentace této formy lidového bydlení a stavitelství.
Expozice je umístěná v usedlosti č.p. 142 v uličce Šurda. Skládá se ze zděného domu z konce 19. století, zděného domu z roku 1932 a samozřejmě z dvoupodlažního skalního obydlí. Interiér je zařízen dobovým nábytkem a inventářem. Dokumentuje zde lidové stavitelství a bydlení v oblastech Tekova a Hontu od konce 19. století do 50. let 20. století. V roce 1993 obdržela expozice mezinárodní ocenění - bronzovou plaketu EUROPA NOSTRA.